# Groblice (gromada)
Groblice – dawna gromada, czyli najmniejsza jednostka podziału terytorialnego Polskiej Rzeczypospolitej Ludowej w latach 1954–1972.
Gromady, z gromadzkimi radami narodowymi (GRN) jako organami władzy najniższego stopnia na wsi, funkcjonowały od reformy reorganizującej administrację wiejską przeprowadzonej jesienią 1954 do momentu ich zniesienia z dniem 1 stycznia 1973, tym samym wypierając organizację gminną w latach 1954–1972.
Gromadę Groblice z siedzibą GRN w Groblicach utworzono – jako jedną z 8759 gromad na obszarze Polski – w powiecie oławskim w woj. wrocławskim, na mocy uchwały nr 24/54 WRN we Wrocławiu z dnia 2 października 1954. W skład jednostki weszły obszary dotychczasowych gromad Groblice i Jankowice ze zniesionej gminy Marcinkowice oraz Grodziszów i Sulęcin ze zniesionej gminy Wierzbno – w tymże powiecie, a także Kotowice ze zniesionej gminy Św. Katarzyna w powiecie wrocławskim w tymże województwie. Dla gromady ustalono 15 członków gromadzkiej rady narodowej.
1 stycznia 1969 z gromady Groblice wyłączono: a) wieś Kotowice, włączając ją do gromady Siechnice; b) wsie Sulęcin i Grodziszów, włączając je do gromady Święta Katarzyna – w powiecie wrocławskim w tymże województwie, po czym gromadę Groblice zniesiono, włączając jej pozostały obszar (wsie Groblice i Jankowice) do gromady Marcinkowice w powiecie oławskim.